# Caterina Rangoni
Caterina Rangoni (... – Forlì, 26 maggio 1467), signora consorte di Forlì dal 1434 al 1448, poi signora reggente dal 1449 al 1454, essendo il figlio Francesco troppo giovane per governare.

## Biografia
Era figlia di Gherardo Rangoni (?-1447) e di Beatrice Boiardo figlia di Salvatico Boiardo signore di Rubiera.
Caterina aveva già conosciuto Antonio Ordelaffi, signore di Forlì, ospite della sua famiglia, ed erano stati ben presto intrapresi accordi per le nozze.
Nel 1434 sposò Antonio, che aveva inviato a Spilamberto, presso il feudo della famiglia Rangoni, come suo procuratore per le nozze Guelfo di Dovadola, conte di Dovadola e Tredozio. Della delegazione facevano parte numerosi gentiluomini forlivesi, fra cui Pietro Baldraccani ed un non identificato della famiglia Allegretti
Dopo la morte del marito nel 1448, Caterina, a causa della giovane età dei figli, chiamò il fratello Ugo Rangoni ad aiutarla nella reggenza di Forlì, dal 1449 al 1454, quando, insofferenti della tutela dello zio, i giovani Francesco IV Ordelaffi e Pino III Ordelaffi lo costrinsero a lasciare Forlì.
Nel 1463, Pino si ammalò gravemente e Caterina lo indusse a sospettare di Francesco.
Per la avvenuta guarigione, comunque, la madre volle, nella chiesa di San Francesco Grande, un altare con una pala della Vergine, con altri santi e lo stesso Pino inginocchiato in preghiera.
Il clima di sospetto e di violenze, però, a cui anche Caterina aveva contribuito, non fu superato e nel 1467, Pino, ormai signore di Forlì dopo aver fatto assassinare Francesco, e dopo aver fatto avvelenare la moglie Barbara Manfredi, fece avvelenare anche la madre Caterina.

## Discendenza
Caterina e Antonio ebbero quattro figli:
- Francesco (1435-1466);
- Lucrezia;
- Pino (1436-1480);
- Caterina, monaca.